# Templul lui Saturn
Templul lui Saturn (în latină : Templum Saturni sau Aedes Saturni, în italiană Tempio di Saturno) a fost un templu roman antic al zeului Saturn.  Ruinele sale se află la poalele Capitoliului la capătul vestic al Forumului Roman.  Dedicarea inițială a templului este datată în mod tradițional în anul 497 î.Hr. dar scriitorii antici nu au fost de acord cu istoria acestui loc.

## Arheologie
A mai rămas puțin în picioare din clădire, doar rămășițele pridvorului din față.  Pe frontonul parțial conservat se poate citi inscripția:
Senatus Populusque Romanus
incendio consumptum restituit
adică „Senatul și poporul din Roma au restaurat [templul] consumat de incendiu”. Frontonul și opt coloane supraviețuitoare reprezintă una din imaginile iconice ale patrimoniului arhitectural al Romei antice. 

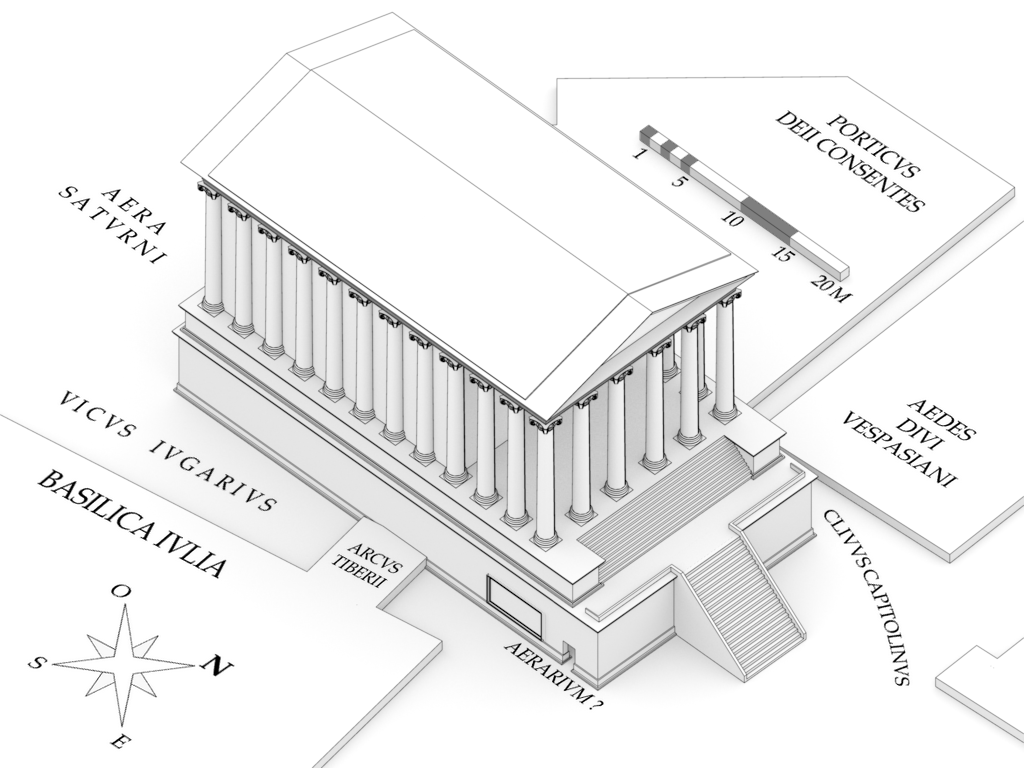
Reconstituire a Templului lui Saturn

## Istorie și funcție
Construcția templului se presupune că a început în ultimii ani ai  Regatului Roman sub conducerea ultimului rege roman, Tarquinius Superbus.  Inaugurarea sa de către consulul Titus Lartius a avut loc în primii ani ai Republicii Romane.  Templul a fost reconstruit complet de Munatius Plancus în anul 42 î.Hr. 
Ruinele din prezent reprezintă a treia construcție a Templului lui Saturn, care a înlocuit versiunea distrusă de focul lui Carinus în 283 AD. Inscripția existentă pe friză comemorează această restaurare efectuată după incendiu. Era încă în funcție în secolul al IV-lea, când templul ar fi fost închis în timpul persecuției păgânilor în Imperiul Roman târziu. 
În mitologia romană, Saturn a domnit în timpul epocii de aur și a continuat să fie asociat cu bogăția. Templul său a adăpostit trezoreria (aerarium)  unde erau stocate rezervele de aur și argint ale Republicii Romane. Arhivele de stat, insignele și scala oficială pentru cântărirea metalelor au fost, de asemenea, adăpostite acolo. Mai târziu, aerarium-ul a fost mutat într-o altă clădire, iar arhivele au fost transferate la Tabularium-ul din apropiere. Podeaua templului, din beton acoperit cu travertin, a fost folosită pentru diverse inscripții.

## Interior
Conform unor surse antice, statuia zeului din interior era acoperită cu voal și avea o coasă. Era făcută din lemn și umplută cu ulei. Picioarele sale erau acoperite cu fâșii din lână care erau înlăturate numai pe 17 decembrie, de ziua Saturnaliei.